# Сімо Гяюгя
Сімо Гяюгя (фін. Simo Häyhä; також відомий під прізвиськом Біла смерть, фін. Valkoinen kuolema; 17 грудня 1905, Раут'ярві, Велике князівство Фінляндське — 1 квітня 2002, Гаміна, Фінляндія) — фінський військовий снайпер часів Радянсько-фінської (Зимової) війни 1939–1940 рр. Вважається найрезультативнішим снайпером усіх часів: кількість вбитих ним солдат Червоної армії за три місяці війни становить 542 осіб (принаймні не менше 505); згідно з іншими підрахунками близько 200. Сам же Гяюгя у своїх спогадах зазначає, що вбив приблизно 500 солдат.
Використовував гвинтівку М/28 фінського виробництва (аналог гвинтівки Мосіна-Нагана).
Є національним героєм країни.

## Ранні роки
Сімо Гяюгя народився у селищі Раут'ярві у Виборзькій губернії в Карелії і був сьомим із восьми дітей у родині селян: його батько Юго володів садибою Маттіла, а матір Катрійна допомагала йому по господарству. Сімо ходив до народної школи у селі Міеттіля парафії Ківеннапа та оброблював землю на сімейній ділянці разом із найстаршим братом. У родині активно займалися рибальством та полюванням.

### Фінська самооборона та служба в армії

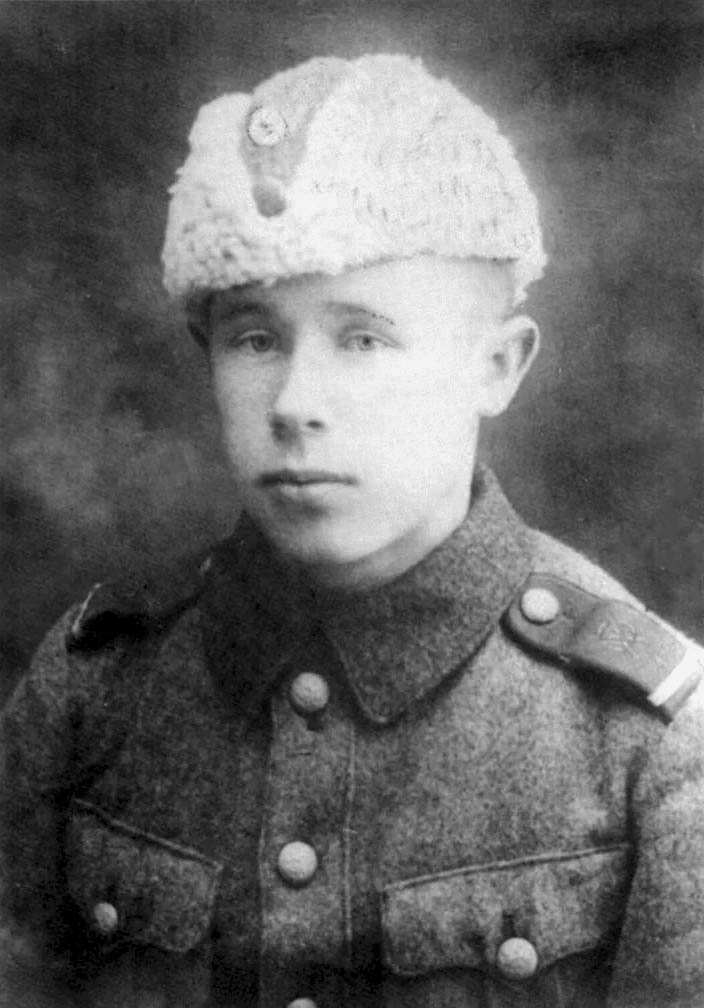
Сімо Гяюгя на початку служби в армії

Коли Сімо виповнилося 17 років, він вступив до місцевого відділу Фінської самооборони в Раут'ярві, де займався стрільбою і досяг успіху на змаганнях зі стрільби у Виборзькому окрузі. У 1925 році 19-річний Гяюгя почав 15-місячну строкову військову службу у 2-му велосипедному батальйоні в Райволі. Він також відвідував курси унтер-офіцерів та закінчив службу у званні капрала у 1-му велосипедному батальйоні у Терійокі. Втім, снайперству Гяюгя навчився в Утті лише через дев'ять років по закінченню військової служби.

## Зимова війна
Під час Зимової війни Гяюгя був призначений снайпером і служив на цій посаді до самого свого важкого поранення, яке він отримав наприкінці війни. Гяюгя служив на фронті у Коллаа у 6-й роті 34-го піхотного полку, якою командував Аарне Юутілайнен. Він завжди був повністю вдягнений у білий камуфляж, і фінські джерела стверджують, що вояки Червоної армії прозвали Гяюгя «Біла смерть» (фін. Valkoinen kuolema). Це прізвисько могло скоріше повністю виникнути через фінську пропаганду, а не бути насправді вигаданим радянською стороною, адже за словами військовополонених «біла смерть» скоріше означала суворий мороз у лісах. Ім'я Гяюгя нарівні із цим прізвиськом почало з'являтися у фінській літературі, присвяченій Зимовій війни, лише наприкінці 1980-х років. Фінська преса всіляко підтримувала та доповнювала героїчний міф про Гяюгя, тому у Фінляндії його також називали «Чарівний стрілок» (фін. Taika-ampuja, що в свою чергу є грою слів, утвореною від фінського слова «снайпер» — tarkka-ampuja).

### Досягнення снайпера

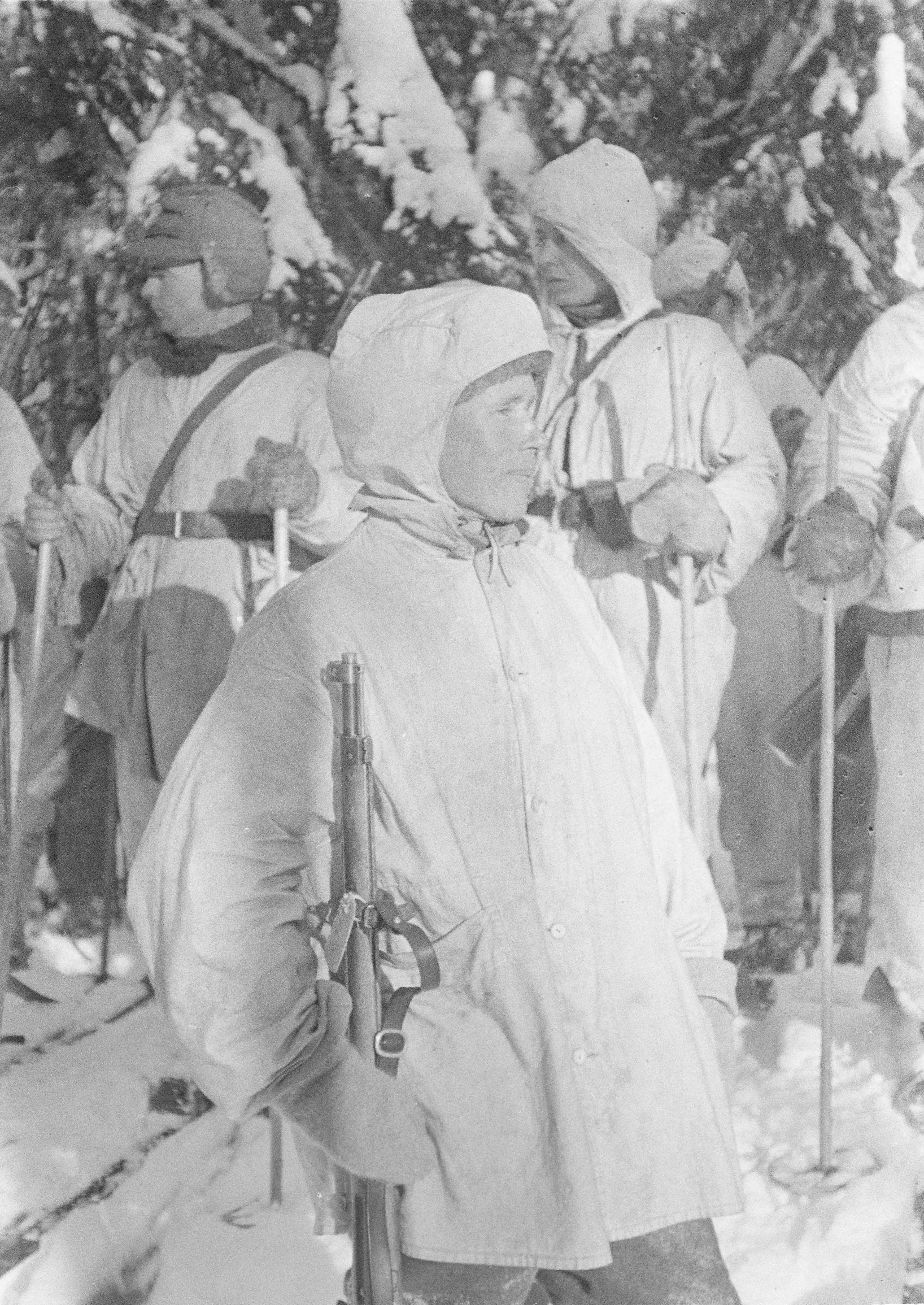
Сімо Гяюгя на фронті

Всі свої досягнення як снайпер Гяюгя здійснив протягом менше 100 днів, із середньою кількістю 5 вбитих ворогів на день та за умови вкрай короткого світлового дня. Офіційна кількість радянських солдат, яких Гяюгя вбив із снайперської гвинтівки, базувалася передусім на спостереженнях призначеного спостерігача або бойових побратимів. Не враховувалися випадки, коли по одній цілі стріляли кілька снайперів. Також не враховувалися солдати, яких Гяюгя вбив за допомогою пістолета-кулемета як командир групи і кількість яких згідно із певними джерелами сягала більше 200.
Згідно із деякими джерелами, наприклад, роботами письменника-спеціаліста з воєнної історії Роберта Брантберга, Гяюгя вбив 542 радянських солдат. Згідно зі статтею дослідника Рісто Марйомаа справжня кількість жертв могла становити близько 200 вояків, що робить Сімо Гяюгя одним із найрезультативніших снайперів всіх часів. За словами Брандтберга, одного разу Гяюгя вбив 25 радянських вояків за один день, 21 грудня 1939 року, про що він повідомив лише зазначенням кількості після повернення до своїх. Загальна кількість вбитих до Різдва налічувала 51 вояка. Втім, ці результати не можна було остаточно підтвердити, адже об'єкти знаходилися на радянській стороні.
Антеро Свенссон, командир дивізії, у якій служив Гяюгя, згадав про 219 підтверджених ворожих солдат, вбитих за допомогою рушниці, та про аналогічну кількість вбитих за допомогою пістолета-кулемета, коли нагороджував Гяюгя іменною гвинтівкою 17 лютого 1940 року. 
Ситуацію ускладнювало також те, що досягнення Гяюгя використовувалися як інструмент пропаганди: преса ще на ранньому етапі створювала героїчний міф навколо снайпера.
Гяюгя ніколи не обговорював це публічно, але у власних мемуарах він вказав, що загальна кількість вбитих ним солдат налічує приблизно 500. Його мемуари, які мають назву «Sotamuistoja» (фін. «Військові спогади»), були написані ним у 1940 році, через кілька місяців після його поранення, і в них описаний досвід Гяюгя про участь у Зимовій війні. Ці мемуари довгий час були приховані, допоки дослідники не знайшли їх у 2017 році.

### Тактика
У своїй роботі Гяюгя використовував зброю фінських охоронних загонів, гвинтівку Sako M/28-30 «Pystykorva» («шпіц», названу так через схожість силуету своєї передньої частини із собакою однойменної породи) і, на відміну від радянських снайперів, віддавав перевагу відкритому прицілу замість оптичного. За допомогою відкритого прицілу можна було спіймати ціль швидше, аніж за допомогою оптичного, скло якого, окрім цього, легко вкривалося інеєм взимку. Разом із тим блиск лінз оптичного прицілу видавав і розташування самого снайпера. Окрім цього, під час використання оптичного прицілу снайпер мав тримати голову на декілька сантиметрів вище, що могло підвищити ймовірність бути вбитим. Гяюгя завжди вдягався дуже тепло із використанням багатьох речей для можливості працювати в умовах екстремального холоду.
За непідтвердженими даними, Гяюгя також використовував пістолет-кулемет Suomi KP/-31.
За словами дослідника Тапіо Саарелайнена, який написав біографію Сімо Гяюгя, снайпер, який займався обробкою землі, добре знав природні умови та вмів успішно використовувати їх зокрема і в бою. Наприклад, до ретельно облаштованих вогневих позицій він вирушав задовго до світанку і залишав їх лише після заходу сонця. У кишенях він запасав шматочки цукру та хліба, завдяки чому міг отримати енергію протягом дня, коли мав протягом годин лежати нерухомо на вогневій позиції.
Також Гяюгя розробив власну тактику і технологію стрільби спеціально для зимових умов: наприклад, він заморожував за допомогою води кучугуру перед гвинтівкою, щоб сніг не розлітався під час пострілу, а також тримав сніг у роті для того, що пара з рота при диханні не видала його. Товстий одяг вирівнював його пульс та дихання. Плюсом був і низький зріст Сімо (160 см), адже таким чином йому було легше залишатися непоміченим. Найдовша відстань, з якої Гяюгя, за свідченнями, уразив ворожого снайпера, становила близько 450 м.

### Поранення

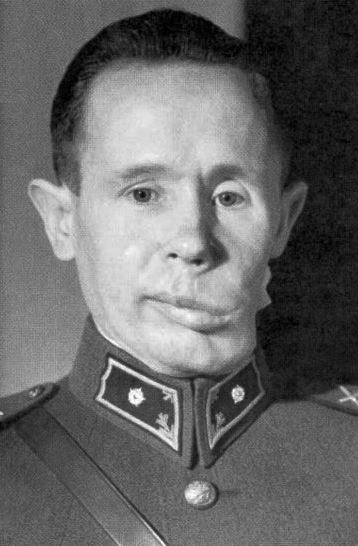
28 серпня 1940 року Сімо Гяюгя був підвищений до молодшого лейтенанта. На фотографії видно наслідки його поранення у тому ж році.

Сімо Гяюгя отримав тяжке поранення на фронті у битві при Коллаа 6 березня 1940 року: випущена ворогом розривна куля влучила йому у ліву частину обличчя, внаслідок чого нижня частина його обличчя була знівечена, а щелепа роздроблена. Його у непритомному стані евакуювали в тил, і він опритомнів у лікарні міста Ювяскюля лише 13 березня — в день, коли було оголошено мир. Після поранення у фінському війську ширилися чутки про те, що Гяюгя начебто помер від отриманих ран; опритомнівши, Гяюгя прочитав у газеті звістку про власну смерть і написав рідним листа щодо цього.
Сімо Гяюгя спочатку проходив лікування у місті Ювяскюля, звідки був доправлений до Гельсінкі. Поранення вимагало тривалого лікування та низки операцій навіть у повоєнний час. Для коректування щелепної кістки Гяюгя було взято кістку з його стегна. Через серйозність поранення Гяюгя попри свої прохання не отримав дозволу взяти участь у Війні-продовженні, яка почалася у 1941 році. Загалом йому зробили 26 операцій.
Після виписки з лікарні Гяюгя протягом війни обробляв землю на сімейній ділянці. У ході укладення миру із СРСР Фінляндія передала йому майже половину села Раут'ярві, й ділянка Гяюгя опинилася на території, переданій Радянському Союзу.

## Ордени та нагороди

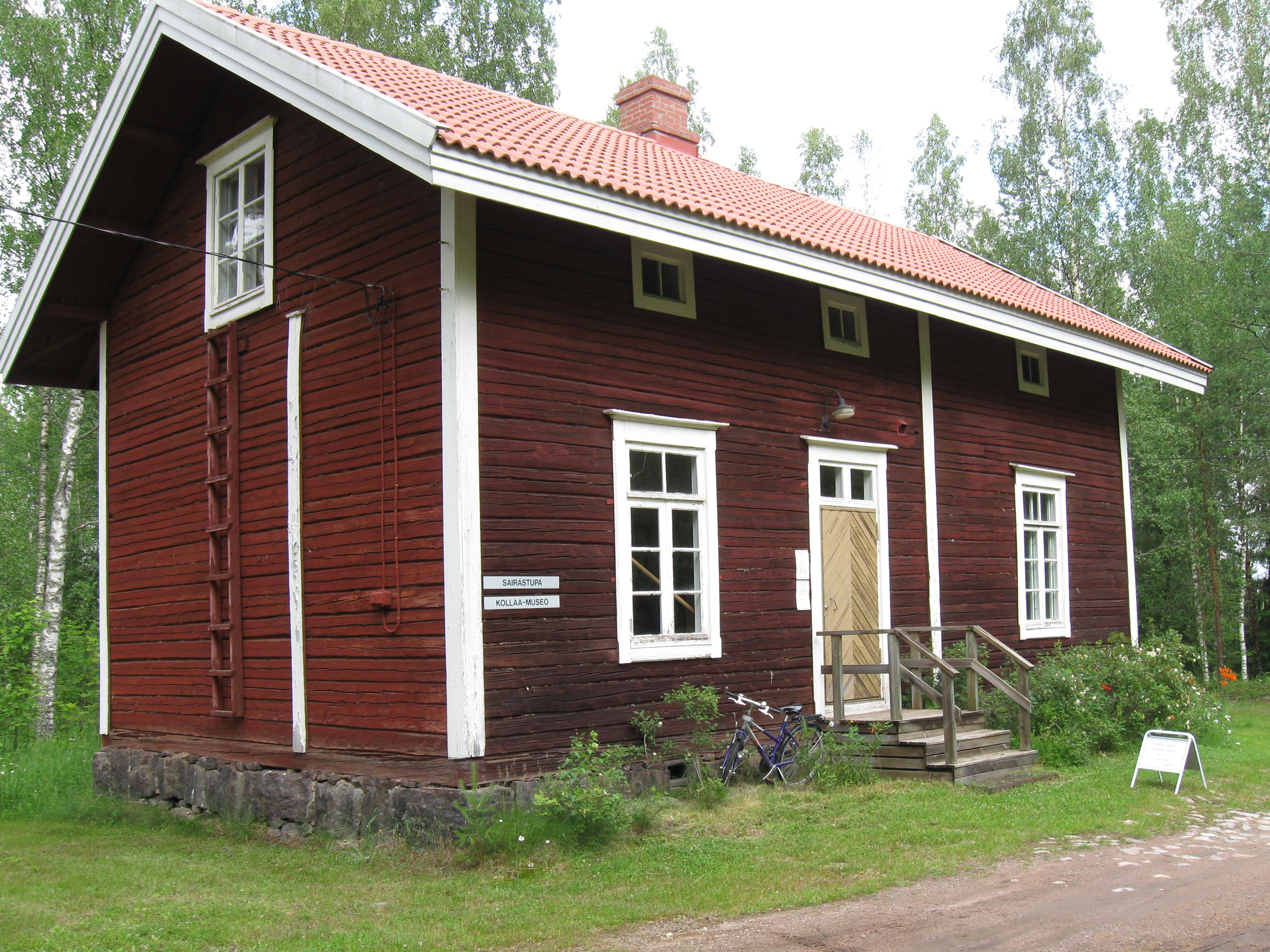
Музей Коллаа та Сімо Гяюгя у Раут'ярві

Сімо Гяюгя був нагороджений Медаллю Свободи 1-го і 2-го класу та Хрестом Свободи 3-го і 4-го класу, який зазвичай вручається лише офіцерам. Як додаткову відзнаку 17 лютого 1940 року Гяюгя отримав подаровану шведським бізнесменом Еугеном Юганссоном іменну гвинтівку Sako M/28-30 «Pystykorva» із серійним номером 100 781. Згодом Гяюгя передав цю гвинтівку до залу традицій Карельського єгерського батальйону, звідки її потім передали до Військового музею Фінляндії. На той час згідно із неофіційними підрахунками Гяюгя вбив 219 червоноармійців. Раніше він також отримував подібні відзнаки на кшталт кишенькового годинника та вовняних рукавичок, але з приводу вручення гвинтівки в армії було влаштовано велику подію.
Невдовзі після завершення війни, 28 серпня 1940 року, маршал Маннергейм підвищив Сімо Гяюгя із капрала одразу до молодшого сержанта. Також Гяюгя був представлений до нагородження Хрестом Маннергейма у 1941 році, але представлення так і лишилося «на розгляді». Окрім цього Гяюгя за участь в битві під Коллаа був нагороджений срібним Хрестом Коллаа під номером 4.
У селищі Міеттіля у будівлі колишнього лазарету є відкритий у 1983 році Музей Коллаа та Сімо Гяюгя, який розповідає про битву під Коллаа та містить окрему постійну виставку, присвячену життю Сімо Гяюгя.

## Повоєнне життя

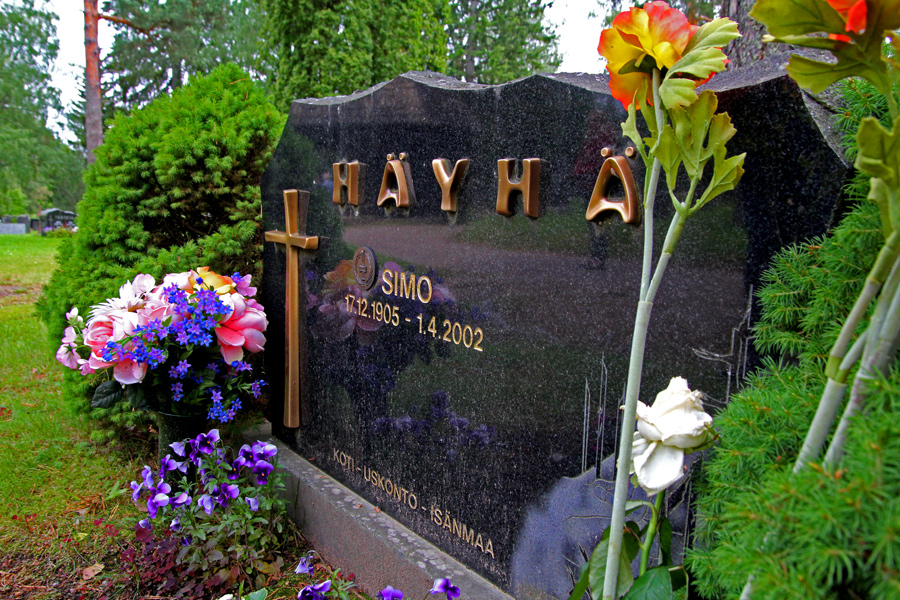
Могила Сімо Гяюгя на церковному цвинтарі Руоколахті

У післявоєнний час Гяюгя працював землеробом у селищі Руоколахті у Південній Карелії, у якому отримав земельну ділянку по закінченню воєн. Він також розводив собак та полюбляв полювання; пополювати на лося разом з ним приїжджав зокрема президент Фінляндії Урго Кекконен. Також Гяюгя довгий час був членом правління Братства учасників битви під Коллаа (фін. Kollaan Taistelijoiden Veljesliitto).
Втім, Гяюгя мав і велику кількість ненависників, які не схвалювали його вчинків часів Зимової війни. Він отримував багато погроз про вбивство, через що не міг відвідувати місця, у яких було багато людей. Він страждав від самотності. Але у нього все ж були друзі й він також проводив час в гостях у своїх батьків та братів і сестер.
Коли праця на землі стала заважкою для Сімо, він переїхав до квартири у центрі Руоколахті. Свої останні роки Гяюгя провів у будинку престарілих для ветеранів війни у місті Гаміна, де помер 1 квітня 2002 року у віці 96 років. Він ніколи не був у шлюбі й у нього не було дітей.
Сімо Гяюгя був відомий як скромна людина та ніколи не вихвалявся своїми досягненнями під час війни. Він рідко розповідав про війну та власний досвід на ній. На поставлене у 1998 році запитання, як він став таким видатним снайпером, Гяюгя відповів просто: «Тренування». В інтерв'ю, яке у нього взяли перед його 96-м днем народження, на питання журналіста про те, чи відчував Гяюгя докори совісті через стрільбу, він відповів: «Я робив те, що було наказано, так добре, як міг. Не було б Фінляндії, якби всі не робили так само» (фін. "Tein sen, mitä käskettiin, niin hyvin kuin osasin. Ei Suomea olisi, elleivät kaikki olisi tehneet samal viisii").
У ході глядацького голосування програми «Видатні фіни» (фін. Suuret Suomalaiset) національної телерадіомовної компанії YLE Сімо Гяюгя посів 74-те місце у списку 100 найвидатніших фінів.

## У культурі
- Композиція «White Death» із випущеного у 2010 році альбому Coat of Arms шведської метал-групи Sabaton присвячена Сімо Гяюгя[36][37].
- У 2019 році нідерландська співачка S10 випустила альбом Snowsniper, назва якого відсилає до Сімо Гяюгя. Також шотландська метал-група Achren випустила EP під назвою The White Death, присвячений Гяюгя[38].
- У фільмі «Гемінґвей та Ґеллгорн» (2012) є сцена, у якій одна з головних героїв картини, військова журналістка Марта Ґеллгорн, яку грає Ніколь Кідман, зустрічає у Фінляндії Сімо Гяюгя, який воює на фронті[38][39]. Роль Гяюгя у цьому фільмі грає американський актор Стівен Уїг[38][39].
- Персонаж Сімо Гяюгя фігурує і в японській манзі (яп. 白い魔女, Shiroi Majo — «Біла відьма»): на відміну від реальної особи, цей персонаж є білявою дівчиною-підлітком, яка у 1939 році воює проти загарбників[40].
- Однойменний персонаж існує і в іншій манзі під назвою «Record of Ragnarok» (яп. 終末のワルキューレ, Shūmatsu no Warukyūre). За її сюжетом боги вирішують повністю знищити людство на землі, але люди отримують можливість запобігти цьому у випадку, якщо вони виграють принаймні сім поєдинків проти богів під час Рагнароку. Персонаж Сімо Гяюгя якраз є одним із майбутніх бійців зі сторони людства[40][41].
- У грі The Division 2 є унікальна іменна гвинтівка з назвою "Білa смерть", саме на честь Сімо Гяюгя - гвинтівка Мосіна з ложею, пофарбованою у білий колір.